# Aşıkpaşazade
Achïkpachazade ou Ashiq Pacha-Zade est un historien turc (1400-1484) né dans la région d'Amasya, éminent représentant de l'historiographie ottomane des débuts de l'Empire. Il est l'arrière petit-fils du poète derviche Ashiq Pacha (1272-1333). 
Il participe à diverses campagnes ottomanes, telles que la bataille de Kosovo (1448), la chute de Constantinople et il est le témoin des festivités de circoncision de Bayezid II fils de Mehmed le Conquérant. Plus tard il commence à écrire son célèbre ouvrage d'histoire Tevārīḫ-i al-i ʿ Osman.
L'œuvre traite de l'histoire ottomane depuis le début de l'Empire ottoman jusqu'à l'époque de Mehmed II. C'est une histoire chronologique entre les années 1298 et 1472. L'ouvrage est écrit en turc ottoman. Il est basé sur des sources ottomanes plus anciennes. Son travail a été réutilisé classiquement par les historiens turcs postérieurs.
Selon Halil İnalcık, Achïkpachazade interprète les événements réels dans le sens de ses propres conceptions.